# Felice Montagnini
Felice Montagnini di Mirabello (Torino, 11 marzo 1902 – Roma, 20 febbraio 1966) è stato un compositore e direttore d'orchestra italiano.

## Biografia
Nel cinema italiano è stato autore di una cinquantina di colonne sonore per film dal 1931 al 1966, sia come compositore sia come direttore d'orchestra.

## Filmografia
- Rubacuori, regia di Guido Brignone (1931)
- L'uomo dall'artiglio, regia di Nunzio Malasomma (1931)
- La scala, regia di Gennaro Righelli (1931)
- L'armata azzurra, regia di Gennaro Righelli (1932)
- L'eredità dello zio buonanima, regia di Amleto Palermi (1934)
- Frutto acerbo, regia di Carlo Ludovico Bragaglia (1934)
- Non ti conosco più, regia di Nunzio Malasomma (1936)
- È tornato carnevale, regia di Raffaello Matarazzo (1937)
- Contessa di Parma, regia di Alessandro Blasetti (1937) – solo canzoni
- Mille lire al mese, regia di Max Neufeld (1938)
- Ai vostri ordini, signora..., regia di Mario Mattoli (1939)
- Due milioni per un sorriso, regia di Carlo Borghesio e Mario Soldati (1939)
- Dora Nelson, regia di Mario Soldati (1939)
- Dopo divorzieremo, regia di Nunzio Malasomma (1940)
- L'amante segreta, regia di Carmine Gallone (1941) – anche canzoni
- La bisbetica domata, regia di Ferdinando Maria Poggioli (1942)
- Colpi di timone, regia di Gennaro Righelli (1942)
- Giorni felici, regia di Gianni Franciolini (1943)
- Incontri di notte, regia di Nunzio Malasomma (1943)
- Senza una donna, regia di Alfredo Guarini (1943)
- La signora in nero, regia di Nunzio Malasomma (1943) – non accreditato
- La storia di una capinera, regia di Gennaro Righelli (1943)
- L'ippocampo, regia di Gian Paolo Rosmino (1943)
- La carne e l'anima, regia di Vladimir Striževskij (1945)
- Canto, ma sottovoce..., regia di Guido Brignone (1946)
- Voglio bene soltanto a te!, regia di Giuseppe Fatigati (1946)
- Abbasso la ricchezza!, regia di Gennaro Righelli (1946)
- L'isola del sogno, regia di Ernesto Remani (1947)
- Ultimo amore, regia di Luigi Chiarini (1947) – solo canzone "Boogie Woogie della pioggia"
- Follie per l'opera, regia di Mario Costa (1948)
- 11 uomini e un pallone, regia di Giorgio Simonelli (1948)
- L'imperatore di Capri, regia di Luigi Comencini (1949)
- Signorinella, regia di Mario Mattoli (1949)
- Il vedovo allegro, regia di Mario Mattoli (1949)
- Miss Italia, regia di Duilio Coletti (1950)
- Soho Conspiracy, regia di Cecil H. Williamson (1950)
- Tototarzan, regia di Mario Mattoli (1950) – solo direzione d'orchestra
- Totò sceicco, regia di Mario Mattoli (1950)
- Io sono il Capataz, regia di Giorgio Simonelli (1951)
- La paura fa 90, regia di Giorgio Simonelli (1951) – solo direzione d'orchestra
- Totò a colori, regia di Steno (1952)
- Il paese dei campanelli, regia di Jean Boyer (1954) – coordinamento musicale
- Il segno di Venere, regia di Dino Risi (1955) – solo ballabili
- A sud niente di nuovo, regia di Giorgio Simonelli (1957)
- Mariti in città, regia di Luigi Comencini (1957) – solo direzione d'orchestra
- La ragazza di piazza San Pietro, regia di Piero Costa (1958) – solo direzione d'orchestra
- Mogli pericolose, regia di Luigi Comencini (1958)
- Il figlio del circo, regia di Sergio Grieco (1963)
- Io uccido, tu uccidi, regia di Gianni Puccini (1965) – solo direzione d'orchestra
- Spiaggia libera, regia di Marino Girolami (1966) – solo direzione d'orchestra